# James Dashner
James Smith Dashner (* 26. listopadu 1972) je americký spisovatel spekulativní beletrie, především pro děti nebo mládež.

## Život
Dashner se narodil 26. listopadu 1972 ve městě Austell v Georgii v USA. Je jedním ze šesti dětí, absolventem Duluth High School a Brigham Young University v Utahu, kde získal magisterský titul v účetnictví. Dashner a jeho manželka Lynette mají čtyři děti.

## Dílo
Dashnerovy knihy jsou psány převážně pro mládež. Jeho práce jsou obvykle o dobrodružství, přežití a obsahují prvky sci-fi. Nejprodávanější knihou je Labyrint: útěk, kterou deník The New York Times zařadil mezi bestsellery pro děti.
Sága Jimmyho Finchera:
- A Door in the Woods (2003)
- A Gift of Ice (2004)
- The Tower of Air (2004)
- War of the Black Curtain (2005)

Série The 13th Reality:
- The Journal of Curious Letters (2008)
- The Hunt for Dark Infinity (2009)
- The Blade of Shattered Hope (2010)
- The Void of Mist and Thunder (2012)

Série Labyrint:
- Labyrint: Útěk (The Maze Runner, 2009)
- Spáleniště: Zkouška (The Scorch Trials, 2010)
- Vražedná léčba (The Death Cure, 2011)
- Rozkaz zabít (2012)
- The Fever Code (2016)
- Crank Palace (2020)

Série The Infinity Ring:
- A Mutiny in Time (1. kniha) (2012)
- The Iron Empire (7. kniha) (2014)

The Mortality Doctrine:
- The Eye of Minds (2013)
- The Rule of Thoughts (2014)
- The Game of Lives (podzim 2015)